# Ambrose Bierce
Ambrose Gwinnett Bierce (24 tháng 6 năm 1842 – 1914?) là nhà báo Mỹ viết xã luận, truyện ngắn, và bài châm biếm; ngày nay ông nổi tiếng nhất về An Occurrence at Owl Creek Bridge và The Devil's Dictionary.
Vì những quan điểm đen tối và nhạo báng, cũng như sự sôi nổi trong vai nhà phê bình, ông được tên hiệu "Bitter Bierce" (Bierce chua cay). Ông có danh tiếng đến độ mà người ta nói rằng ý kiến ông về bài đọc hay bài thơ có thể bắt đầu hay kết thúc sự nghiệp của một tác giả. Trong số những nhà văn trẻ mà ông ủng hộ có nhà thơ George Sterling và nhà tiểu thuyết W. C. Morrow.